# Культ мёртвой коровы
Культ мёртвой коровы (англ. Cult of the Dead Cow или cDc) — одна из первых хакерских групп, которые появились в интернете. Группировка основана в 1984 году в городе Лаббок, штат Техас, США. Одновременно группировка вела блог, в котором высказывала публиковала достижения и мысли членов группировки по поводу происходящих событий.

## История
| _ _ ((___)) [ x x ] \ / (' ') (U) |
| ASCII логотип cDc                 |

Основан в 1984 году 14-летним школьником Кевином из США (взявшим себе ник-нейм Grandmaster Ratte') и ещё двумя членами группы, взявшими себе ники Franken Gibe и Sid Vicious. Членов группы объединяла убеждённость в том, что доступ к информации является правом каждого человека.
В 1980-х годах Культ мертвой коровы создал и поддерживал разрозненные электронные доски объявлений по всей территории США и Канады. Именно в это время группировке начали приписывать введение кода «31337» как альтернативного написания слова «элита». Код обозначал мастерство или величие человека, места или вещи.
В 1991 году Культ мертвой коровы был назван самой дерзкой подпольной компьютерной группировкой по версии журнала Sassy.
В ноябре 1994 года они заявили, что берут ответственность за болезнь Альцгеймера у президента США Рональда Рейгана, утверждая, что заразили его в 1986 году из духового ружья.
В 1995 году cDc объявили войну против известного течения сектантства «Церкви Сайентологии» (Church of Scientology):
Мы считаем, что Эль Рон Хаббард на самом деле не кто иной, как Генрих Гиммлер из СС, который бежал в Аргентину. Сейчас он несет ответственность за похищение младенцев из больниц и стремление воспитать как «суперсолдат» для свержения Правительства США в кровавой революции. Мы опасаемся создания «Четвертого рейха» на нашей родной земле под тисками, известными как Саентология!
Оригинальный текст (англ.)We believe that El Ron Hubbard [sic] is actually none other than Heinrich Himmler of the SS, who fled to Argentina and is now responsible for the stealing of babies from hospitals and raising them as 'super-soldiers' for the purpose of overthrowing the U.S. Fed. Govt. in a bloody revolution. We fear plans for a 'Fourth Reich' to be established on our home soil under the vise-like grip of oppression known as Scientology!
В феврале 2000 года Культ мертвой коровы стал героем 11-минутного ролика под названием «Дезинформация». В тот же месяц член группы Mudge проинформировал президента Билла Клинтона о необходимости соблюдать меры безопасности в интернете.

## cDc communications
cDc communications — это материнская организация для трех группировок: Cult of the Dead Cow, Ninja Strike Force и Hacktivismo. Таким образом, Cult of the Dead Cow функционировала в непосредственном контакте с остальными двумя группировками.

### Ninja Strike Force
В 1996 году cDc объявила о создании своей ударной группы Ninja Strike Force, группы «ниндзя», созданной для достижения целей cDc. Она была призвана функционировать как онлайн, так и офлайн.
Членство в организации предоставлялось тем людям, которые выделяются своей поддержкой Cult of the Dead Cow и её идей. В 2006 году Ninja Strike Force запустила свой собственный микросайт.

### Hacktivismo
В конце 1999 года Cult of the Dead Cow создала Hacktivismo, независимую группировку под эгидой cDc communications, занимающуюся созданием технологий борьбы с цензурой для укрепления прав человека в Интернете. Убеждения группы полностью описаны в Декларации Hacktivismo. Цель организации — применение Всеобщей декларации прав человека и Международного пакта о гражданских и политических правах в том числе и на интернет.
Основной тезис, продвигаемый группировкой заключается в том, что доступ к информации — это основное право человека.
Hacktivismo также является автором своего собственного лицензионного соглашения на программное обеспечение (Hacktivismo Enhanced-Source Software License Agreement).

## Созданное программное обеспечение
- The Automated Prayer Project[12] — прослушиватель портов;
- Back Orifice и Back Orifice 2000 — троянские программы для удаленного администрирования[13];
- Camera/Shy — стеганографический инструмент, который сканирует и доставляет расшифрованный контент непосредственно из интернета[14];
- NBName — ПО для DoS-атак[15];
- ScatterChat — зашифрованный мессенджер, работающий в сети Tor[16][17];
- SMBRelay и SMBRelay2 — ПО для атаки man-in-the-middle на протокол SMB[18];